# Ørby (przystanek kolejowy)
Ørby (duń. Ørby Station) – przystanek osobowy w miejscowości Vejby, w Regionie Stołecznym, w Danii. 
Znajduje się na Gribskovbanen i jest obsługiwany przez pociągi regionalne Lokaltog.

## Linie kolejowe
- Linia Gribskovbanen